# Ghiacciaio Aagaard
Il ghiacciaio Aagaard (in inglese Aagaard Glacier) (66°46′S 64°31′W), conosciuto anche come ghiacciaio Alderete, è un ghiacciaio lungo circa 13 km situato vicino al lato orientale del ghiacciaio Gould, che si estende verso sud all'interno dell'insenatura di Mill, sulla costa di Foyn, la parte della costa orientale della Terra di Graham compresa tra capo Alexander e capo Northrop, in Antartide.

## Storia
Il ghiacciaio è stato mappato per la  prima volta dal Falkland Islands Dependencies Survey (FIDS) grazie a fotografie aeree scattate durante la spedizione antartica di ricerca Ronne nel 1947. Lo stesso FIDS battezzò poi il ghiacciaio in onore di Bjarne Aagaard, una personalità norvegese dell'esplorazione antartica e della caccia alla balena.